# Pomigliano Calcio Femminile 2023-2024
Questa voce raccoglie le informazioni riguardanti la squadra femminile del Pomigliano Calcio Femminile nelle competizioni ufficiali della stagione 2023-2024.

## Stagione
Quella del 2023-24 è stata la terza stagione consecutiva in Serie A femminile del Pomigliano. La stagione è partita con la nomina di Sossio Finestra alla guida tecnica della squadra. Come campo da gioco per le partite casalinghe è stato scelto lo stadio Amerigo Liguori di Torre del Greco, che dividerà con la Turris. L'8 settembre 2023 la società ha comunicato lo staff tecnico, presentando lo spagnolo Antonio Contreras Oliveira come nuovo allenatore della squadra.
Alla vigilia della settima giornata di campionato, con la squadra penultima in classifica con un solo punto conquistato, è stato comunicato l'esonero di Contreras Oliveira e la nomina di Alessandro Caruso alla guida tecnica della squadra. Dopo la sconfitta casalinga per 2-6 contro l'Inter, valida per la sedicesima giornata di campionato, Caruso si è dimesso, venendo sostituito da Roberto Carannante. Con la successiva sconfitta contro il Napoli, il Pomigliano scese al decimo ed ultimo posto, al quale concluse la stagione regolare, accedendo così alla poule salvezza. Nel corso della poule salvezza il Napoli, col quale aveva chiuso a pari punti la prima fase, ebbe un rendimento migliore rispetto al Pomigliano, con quest'ultimo retrocesso in Serie B dopo aver perso a Como alla penultima giornata.
In Coppa Italia la squadra è arrivata fino agli ottavi di finale. Dopo aver sconfitto l'Academy Pavia ai sedicesimi di finale, agli ottavi di finale ha perso in casa contro la Sampdoria, venendo così eliminato dal torneo.

## Rosa
Rosa e numeri come da sito ufficiale.
| N. |                        | Ruolo | Calciatrice      |
| -- | ---------------------- | ----- | ---------------- |
| 2  | Italia (bandiera)      | D     | Gaia Apicella    |
| 3  | Italia (bandiera)      | D     | Martina Fusini   |
| 4  | Stati Uniti (bandiera) | D     | Aryana Harvey    |
| 5  | Italia (bandiera)      | D     | Sara Caiazzo     |
| 6  | Francia (bandiera)     | C     | Iris Rabot       |
| 7  | Uganda (bandiera)      | A     | Violah Nambi     |
| 8  | Albania (bandiera)     | C     | Greis Domi       |
| 9  | Malta (bandiera)       | A     | Sara Saliba      |
| 10 | Argentina (bandiera)   | A     | Dalila Ippólito  |
| 11 | Italia (bandiera)      | A     | Chiara Manca     |
| 12 | Stati Uniti (bandiera) | P     | Anna Buhigas     |
| 14 | Italia (bandiera)      | P     | Maria Gaglione   |
| 14 | Italia (bandiera)      | A     | Nicole Arcangeli |
| 15 | Italia (bandiera)      | D     | Elena Battistini |

| N. |                      | Ruolo | Calciatrice            |
| -- | -------------------- | ----- | ---------------------- |
| 17 | Argentina (bandiera) | A     | Marianela Szymanowski  |
| 18 | Italia (bandiera)    | D     | Anna Vingiani          |
| 19 | Francia (bandiera)   | C     | Lucie Tengue           |
| 20 | Guatemala (bandiera) | A     | Ana Lucía Martínez     |
| 21 | Italia (bandiera)    | C     | Virginia Di Giammarino |
| 22 | Francia (bandiera)   | A     | Laura Bourgouin        |
| 24 | Italia (bandiera)    | D     | Heden Corrado          |
| 27 | Italia (bandiera)    | C     | Miriam Illiano         |
| 28 | Italia (bandiera)    | C     | Zhanna Ferrario        |
| 30 | Canada (bandiera)    | C     | Irina Talle            |
| 33 | Italia (bandiera)    | C     | Debora Novellino       |
| 44 | Svizzera (bandiera)  | P     | Emilie Gavillet        |
| 72 | Italia (bandiera)    | C     | Sara Schettino         |
| 99 | Serbia (bandiera)    | C     | Milica Babic           |

## Calciomercato

### Sessione estiva
| Acquisti | Acquisti              | Acquisti            | Acquisti      |
| R.       | Nome                  | da                  | Modalità      |
| -------- | --------------------- | ------------------- | ------------- |
| P        | Anna Buhigas          |                     | definitivo    |
| P        | Emilie Gavillet       | Colorado State Rams | definitivo    |
| D        | Elena Battistini      | Roma                | prestito      |
| D        | Sara Caiazzo          | Juventus            | prestito      |
| D        | Heden Corrado         | Roma                | prestito      |
| D        | Aryana Harvey         | Fatih Vatan Spor    | definitivo    |
| C        | Greis Domi            | Ravenna             | definitivo    |
| C        | Irina Talle           | Juventus            | prestito      |
| C        | Lucie Tengue          | Sion                | definitivo    |
| A        | Laura Bourgouin       | Soyaux              | definitivo    |
| A        | Dalila Ippólito       | Parma               | definitivo    |
| A        | Serena Landa          | Napoli              | fine prestito |
| A        | Violah Nambi          | IFK Kalmar          | definitivo    |
| A        | Sara Saliba           | Birkirkara          | definitivo    |
| A        | Marianela Szymanowski | Rayo Vallecano      | definitivo    |

| Cessioni | Cessioni           | Cessioni            | Cessioni      |
| R.       | Nome               | a                   | Modalità      |
| -------- | ------------------ | ------------------- | ------------- |
| P        | Emanuela Barretta  |                     | svincolata    |
| P        | Sara Cetinja       | Inter               | definitivo    |
| P        | Fabiana Fierro     | Lazio               | definitivo    |
| D        | Lana Golob         | OH Lovanio          | definitivo    |
| D        | Katarzyna Konat    | Huelva              | svincolata    |
| D        | Angela Passeri     | Inter               | fine prestito |
| D        | Federica Rizza     | Parma               | svincolata    |
| D        | Marta Rocco        |                     | svincolata    |
| C        | Verena Amorim Dias |                     | svincolata    |
| C        | Veronica Battelani | Sassuolo            | fine prestito |
| C        | Valentina Gallazzi | Roma                | fine prestito |
| A        | Asia Bragonzi      | Juventus            | fine prestito |
| A        | Alice Corelli      | Roma                | fine prestito |
| A        | Serena Landa       | ChievoVerona FM     | svincolata    |
| A        | Giorgia Miotto     | Milan               | fine prestito |
| A        | Patrizia Piscopo   |                     | svincolata    |
| A        | Hawa Sangaré       | Paris Saint-Germain | fine prestito |
| A        | Taty               | Sampdoria           | svincolata    |

### Sessione invernale
| Acquisti | Acquisti         | Acquisti | Acquisti |
| R.       | Nome             | da       | Modalità |
| -------- | ---------------- | -------- | -------- |
| A        | Nicole Arcangeli | Juventus | prestito |
| A        | Milica Babic     | Volos    | [ 33 ]   |

| Cessioni | Cessioni           | Cessioni | Cessioni   |
| R.       | Nome               | a        | Modalità   |
| -------- | ------------------ | -------- | ---------- |
| C        | Lucie Tengue       |          | svincolata |
| A        | Laura Bourgouin    |          | svincolata |
| A        | Ana Lucía Martínez |          | svincolata |

## Risultati

### Serie A

#### Prima fase

##### Girone di andata
| Arbitro: | Totaro (Lecce) |

|                        |           |                                   |
| Nambi 11’ Martínez 33’ | Marcatori | 29’ Nildén 31’ Grosso 68’ Girelli |

| Arbitro: | Renzi (Pesaro) |

|              |           |            |
| Sabatino 59’ | Marcatori | 54’ Harvey |

| Arbitro: | Di Reda (Molfetta) |

|  |           |                                                           |
|  | Marcatori | 9’, 20’ Feiersinger 44’ Kumagai 64’ Viens 90+3’ Tomaselli |

| Arbitro: | Di Francesco (Ostia Lido) |

|                       |           |                                                 |
| Ippolito 90+1’ (rig.) | Marcatori | 18’ Catena 43’ Boquete 67’ Longo 78’ Hammarlund |

| Arbitro: | Sacchi (Macerata) |

|                                                    |           |              |
| Asllani 2’, 79’ Stašková 29’ Grimshaw 90+3’ (rig.) | Marcatori | 70’ Martínez |

| Arbitro: | Catanoso (Reggio Calabria) |

|  |           |                 |
|  | Marcatori | 82’ (rig.) Taty |

| Arbitro: | Nicolini (Brescia) |

|                        |           |              |
| Csiszár 36’ Bugeja 38’ | Marcatori | 21’ Ippólito |

| Arbitro: | Crezzini (Siena) |

|                                 |           |              |
| Martínez 27’ Rabot 90+5’ (rig.) | Marcatori | 47’ Giacobbo |

| Seregno 25 novembre 2023, ore 12:30 CET 9ª giornata | Como              | 0 – 0 referto referto 2 | Pomigliano | Stadio Ferruccio\| Arbitro: \| Cavaliere (Paola) \| |
| Arbitro:                                            | Cavaliere (Paola) |                         |            |                                                     |

##### Girone di ritorno
| Arbitro: | Caldera (Como) |

|                                                              |           |  |
| Gunnarsdóttir 30’ Beerensteyn 66’, 70’ Bonansea 90+4’ (rig.) | Marcatori |  |

| Arbitro: | Vogliacco (Bari) |

|  |           |                          |
|  | Marcatori | 4’ Kullashi 48’ Clelland |

| Arbitro: | Tona Mbei (Cuneo) |

|                                     |           |  |
| Viens 12’ Feiersinger 29’ Haavi 52’ | Marcatori |  |

| Arbitro: | Gavini (Aprilia) |

|                                   |           |              |
| Jóhannsdóttir 23’ Janogy 77’, 82’ | Marcatori | 41’ Ferrario |

| Torre del Greco 28 gennaio 2024, ore 12:30 CET 14ª giornata | Pomigliano       | 0 – 0 referto referto 2 | Milan | Stadio Amerigo Liguori\| Arbitro: \| Leone (Barletta) \| |
| Arbitro:                                                    | Leone (Barletta) |                         |       |                                                          |

| Arbitro: | Gigliotti (Cosenza) |

|          |           |  |
| Taty 30’ | Marcatori |  |

| Arbitro: | Perri (Roma 1) |

|                                           |           |                                                                     |
| Fördős 57’ (aut.) Robustellini 61’ (aut.) | Marcatori | 3’ Serturini 11’ Bugeja 38’, 60’ Magull 64’ Robustellini 76’ Jelčić |

| Arbitro: | Mucera (Palermo) |

|                             |           |  |
| del Estal 28’ Di Marino 32’ | Marcatori |  |

| Arbitro: | Pezzopane (L'Aquila) |

|                                        |           |                                                   |
| Ippólito 9’ Apicella 18’ Arcangeli 69’ | Marcatori | 58’, 90+5’ Martinovic 60’ Rizzon 63’ (rig.) Kaján |

#### Poule salvezza

##### Girone di andata
| Arbitro: | Viapiana (Catanzaro) |

|  |           |                                                    |
|  | Marcatori | 24’ (aut.) Rabot 46’, 67’, 85’, 88’ V. Dellaperuta |

| Arbitro: | Tona Mbei (Cuneo) |

|                                        |           |  |
| Dompig 15’, 43’ Ijeh 47’ Vigilucci 59’ | Marcatori |  |

| 30 marzo 2024 3ª giornata |  | – Turno di riposo |  |  |

| Arbitro: | Restaldo (Ivrea) |

|               |           |                   |
| Arcangeli 18’ | Marcatori | 16’, 68’ Sevenius |

| Arbitro: | Di Loreto (Terni) |

|             |           |               |
| Banusic 62’ | Marcatori | 53’ Arcangeli |

##### Girone di ritorno
| Arbitro: | Di Cicco (Lanciano) |

|                        |           |                                 |
| De Rita 6’ Baldi 90+1’ | Marcatori | 40’ Szymanowski 90+4’ Novellino |

| Arbitro: | Baratta (Rossano) |

|                           |           |                 |
| Szymanowski 73’ Rabot 88’ | Marcatori | 5’, 52’ Mesjasz |

| 4-5 maggio 2024 8ª giornata |  | – Turno di riposo |  |  |

| Arbitro: | Iacobellis (Pisa) |

|                              |           |  |
| Martinovic 53’ Karlernäs 67’ | Marcatori |  |

| Arbitro: | Gasperotti (Rovereto) |

|                             |           |           |
| Ferrario 43’, 63’ Manca 60’ | Marcatori | 9’ Lázaro |

### Coppa Italia
| Arbitro: | Cipriano (Torino) |

|  |           |                                                 |
|  | Marcatori | Domi Battistini Caiazzo Martínez Manca Ferrario |

| Arbitro: | Tropiano (Bari) |

|  |           |             |
|  | Marcatori | 6’ Oliviero |

## Statistiche

### Statistiche di squadra
| Competizione | Punti | In casa | In casa | In casa | In casa | In casa | In casa | In trasferta | In trasferta | In trasferta | In trasferta | In trasferta | In trasferta | Totale | Totale | Totale | Totale | Totale | Totale | DR  |
| Competizione | Punti | G       | V       | N       | P       | Gf      | Gs      | G            | V            | N            | P            | Gf           | Gs           | G      | V      | N      | P      | Gf     | Gs     | DR  |
| ------------ | ----- | ------- | ------- | ------- | ------- | ------- | ------- | ------------ | ------------ | ------------ | ------------ | ------------ | ------------ | ------ | ------ | ------ | ------ | ------ | ------ | --- |
| Serie A      | 12    | 13      | 2       | 2       | 9       | 16      | 36      | 13           | 0            | 4            | 9            | 7            | 29           | 26     | 2      | 6      | 18     | 23     | 65     | -42 |
| Coppa Italia | -     | 1       | 0       | 0       | 1       | 0       | 1       | 1            | 1            | 0            | 0            | 6            | 0            | 2      | 1      | 0      | 1      | 6      | 1      | +5  |
| Totale       | -     | 14      | 2       | 2       | 10      | 16      | 37      | 14           | 1            | 4            | 9            | 13           | 29           | 28     | 3      | 6      | 19     | 29     | 66     | -37 |

### Andamento in campionato
| Giornata  | 1 | 2 | 3 | 4 | 5 | 6 | 7 | 8 | 9 | 10 | 11 | 12 | 13 | 14 | 15 | 16 | 17 | 18 | 19 | 20 | 21 | 22 | 23 | 24 | 25 | 26 | 27 | 28 |
| --------- | - | - | - | - | - | - | - | - | - | -- | -- | -- | -- | -- | -- | -- | -- | -- | -- | -- | -- | -- | -- | -- | -- | -- | -- | -- |
| Luogo     | C | T | C | C | T | C | T | C | T | T  | C  | T  | T  | C  | T  | C  | T  | C  | C  | T  | R  | C  | T  | T  | C  | R  | T  | C  |
| Risultato | P | N | P | P | P | P | P | V | N | P  | P  | P  | P  | N  | P  | P  | P  | P  | P  | P  | -  | P  | N  | N  | N  | -  | P  | V  |
| Posizione | 6 | 7 | 7 | 8 | 8 | 9 | 9 | 9 | 9 | 9  | 9  | 9  | 9  | 9  | 9  | 9  | 9  | 10 | 10 | 10 | 10 | 10 | 10 | 10 | 10 | 10 | 10 | 10 |

Legenda:

Luogo: C = Casa; T = Trasferta. Risultato: V = Vittoria; N = Pareggio; P = Sconfitta.

### Statistiche delle giocatrici
| Giocatore        | Serie A  | Serie A | Serie A     | Serie A    | Coppa Italia | Coppa Italia | Coppa Italia | Coppa Italia | Totale   | Totale | Totale      | Totale     |
| Giocatore        | Presenze | Reti    | Ammonizioni | Espulsioni | Presenze     | Reti         | Ammonizioni  | Espulsioni   | Presenze | Reti   | Ammonizioni | Espulsioni |
| ---------------- | -------- | ------- | ----------- | ---------- | ------------ | ------------ | ------------ | ------------ | -------- | ------ | ----------- | ---------- |
| G. Apicella      | 23       | 1       | 5           | 1          | 1            | 0            | 0            | 0            | 24       | 1      | 5           | 1          |
| N. Arcangeli     | 13       | 3       | 1           | 0          | -            | -            | -            | -            | 13       | 3      | 1           | 0          |
| M. Babic         | 4        | 0       | 0           | 0          | -            | -            | -            | -            | 4        | 0      | 0           | 0          |
| E. Battistini    | 18       | 0       | 2           | 0          | 2            | 1            | 0            | 0            | 20       | 1      | 2           | 0          |
| L. Bourgouin     | 10       | 0       | 1           | 0          | 2            | 0            | 0            | 0            | 12       | 0      | 1           | 0          |
| A. Buhigas       | 14       | -38     | 3           | 0          | 1            | 0            | 0            | 0            | 15       | -38    | 3           | 0          |
| S. Caiazzo       | 23       | 0       | 0           | 0          | 1            | 1            | 0            | 0            | 24       | 1      | 0           | 0          |
| H. Corrado       | 6        | 0       | 0           | 0          | 1            | 0            | 0            | 0            | 7        | 0      | 0           | 0          |
| V. Di Giammarino | 26       | 0       | 4           | 0          | 1            | 0            | 0            | 0            | 27       | 0      | 4           | 0          |
| G. Domi          | 17       | 0       | 0           | 0          | 2            | 1            | 0            | 0            | 19       | 1      | 0           | 0          |
| Z. Ferrario      | 24       | 3       | 1           | 0          | 1            | 1            | 0            | 0            | 25       | 4      | 1           | 0          |
| M. Fusini        | 23       | 0       | 3           | 0          | 1            | 0            | 1            | 0            | 24       | 0      | 4           | 0          |
| M. Gaglione      | -        | -       | -           | -          | -            | -            | -            | -            | -        | -      | -           | -          |
| E. Gavillet      | 13       | -27     | 0           | 0          | 1            | -1           | 0            | 0            | 14       | -28    | 0           | 0          |
| A. Harvey        | 21       | 1       | 3           | 0          | 1            | 0            | 0            | 0            | 22       | 1      | 3           | 0          |
| M. Illiano       | 1        | 0       | 0           | 0          | -            | -            | -            | -            | 1        | 0      | 0           | 0          |
| D. Ippólito      | 20       | 3       | 4           | 0          | 1            | 0            | 0            | 0            | 21       | 3      | 4           | 0          |
| C. Manca         | 12       | 1       | 0           | 0          | 2            | 1            | 0            | 0            | 14       | 2      | 0           | 0          |
| A.L. Martínez    | 11       | 3       | 1           | 0          | 2            | 1            | 0            | 0            | 13       | 4      | 1           | 0          |
| V. Nambi         | 26       | 1       | 2           | 0          | 1            | 0            | 0            | 0            | 27       | 1      | 2           | 0          |
| D. Novellino     | 21       | 1       | 3           | 0          | 1            | 0            | 0            | 0            | 22       | 1      | 3           | 0          |
| I. Rabot         | 26       | 2       | 2           | 0          | 2            | 0            | 0            | 0            | 28       | 2      | 2           | 0          |
| S. Saliba        | -        | -       | -           | -          | -            | -            | -            | -            | -        | -      | -           | -          |
| S. Schettino     | 2        | 0       | 0           | 0          | -            | -            | -            | -            | 2        | 0      | 0           | 0          |
| M. Szymanowski   | 18       | 2       | 1           | 0          | 2            | 0            | 0            | 0            | 20       | 2      | 1           | 0          |
| I. Talle         | 1        | 0       | 0           | 0          | 1            | 0            | 0            | 0            | 2        | 0      | 0           | 0          |
| L. Tengue        | 1        | 0       | 0           | 0          | 0            | 0            | 0            | 0            | 1        | 0      | 0           | 0          |
| A. Vingiani      | 2        | 0       | 0           | 0          | -            | -            | -            | -            | 2        | 0      | 0           | 0          |